# Châteaufarine (centre commercial)
Cet article concerne le centre commercial Châteaufarine. Pour le quartier, voir Châteaufarine.
Châteaufarine est le principal centre commercial de l'agglomération de Besançon, ainsi que l'un des plus grands de France, avec 90 boutiques et restaurants dont un Intermarché Hyper et sept moyennes surfaces.
Le bâtiment, qui fut reconstruit à la suite de l'installation d'un hypermarché Mammouth dans les années 1970, fut agrandi en 2008 et 2009, ce qui lui a valu d'obtenir un trophée dans la catégorie « Ville et Avenir » à la fédération des sociétés immobilières et foncières, alors que le bâtiment était en compétition avec Les Quatre Temps à Paris et Leclerc Blagnac à Toulouse,.

## Histoire

### Contexte historique
Le site de Châteaufarine était à l'origine constitué de prés et de parcelles agricoles, tout comme le proche secteur de Planoise. À la fin des années 1950, Planoise devait devenir l'une des plus importantes ZUP de France et totaliser 40 000 habitants, et le proche site de Châteaufarine devait accueillir les commerces de la ville à proximité de cette nouvelle population. C'est alors que les fermes et les près cédèrent leurs places aux grandes surfaces et notamment, dès 1970, à l'hypermarché Mammouth. 

### De la ferme Prabey à Mammouth
En 1970, la ferme Prabey, qui était alors l'une des plus importantes demeures du site de Planoise-Châteaufarine, est définitivement détruite. À la place de celle-ci, est construit un hypermarché Mammouth.

### De Mammouth à Géant Casino
Le changement d'enseigne est effectif quelques mois après le rachat en 1985 de la Cédis par le groupe Casino, tous deux affiliés à la centrale d'achat Paridoc. La Cédis comprenait une quinzaine d'hypermarchés ainsi que des supermarchés situés dans les régions Bourgogne, Franche-Comté et Champagne-Ardenne notamment.

### La réhabilitation de 2008-2009
À la suite de la réhabilitation de 2008-2009, le centre commercial atteint une surface de 37 900 m2 avec une nouvelle architecture, 13 000 m2 de surface qui ont été remodelés ou créés. Ont été installés des bornes Wi-Fi, des kiosques dans les allées, plus de 70 enseignes des secteurs de l’alimentation, de l’équipement de la personne, de la maison, du soin de soi, des loisirs, des services, etc.
Une rénovation des entrées extérieures de la galerie avec une référence au bois et à la pierre veinée de Chailluz, un parc de stationnement accueillant la clientèle avec des boites aux lettres géantes, des éoliennes colorées, des garages à vélos aux toits verts, etc.
Aujourd'hui, le centre est un site important de Mercialys, la filiale d'immobilier commercial du groupe Casino, propriétaire et gestionnaire du site.

## Boutiques
Le centre commercial de Châteaufarine comprenait une trentaine de boutiques en plus de l'hypermarché Géant Casino au début des années 2000. À la suite de son agrandissement en 2008 et 2009, le centre commercial comprenait plus de 70 boutiques intégrant un hypermarché Géant Casino ainsi que sept moyennes surfaces. En 2017, on en compte 90 avec la réhabilitation de 2014.